# Angol barázdabillegető
Az angol barázdabillegető (Motacilla alba yarrellii) a madarak (Aves) osztályának verébalakúak (Passeriformes) rendjébe, ezen belül a billegetőfélék (Motacillidae) családjába tartozó barázdabillegető (Motacilla alba) alfaja. Tudományos neve William Yarrell brit ornitológus emlékét őrzi.

## Előfordulása
Az angol barázdabillegető, mint ahogy a neve is mutatja, a Brit-szigeteken él. Közép-Európában ritka kóborlóként jelenik meg, első bizonyított magyarországi előfordulását 2008 januárjában Fertőújlakon regisztrálták.

## Megjelenése

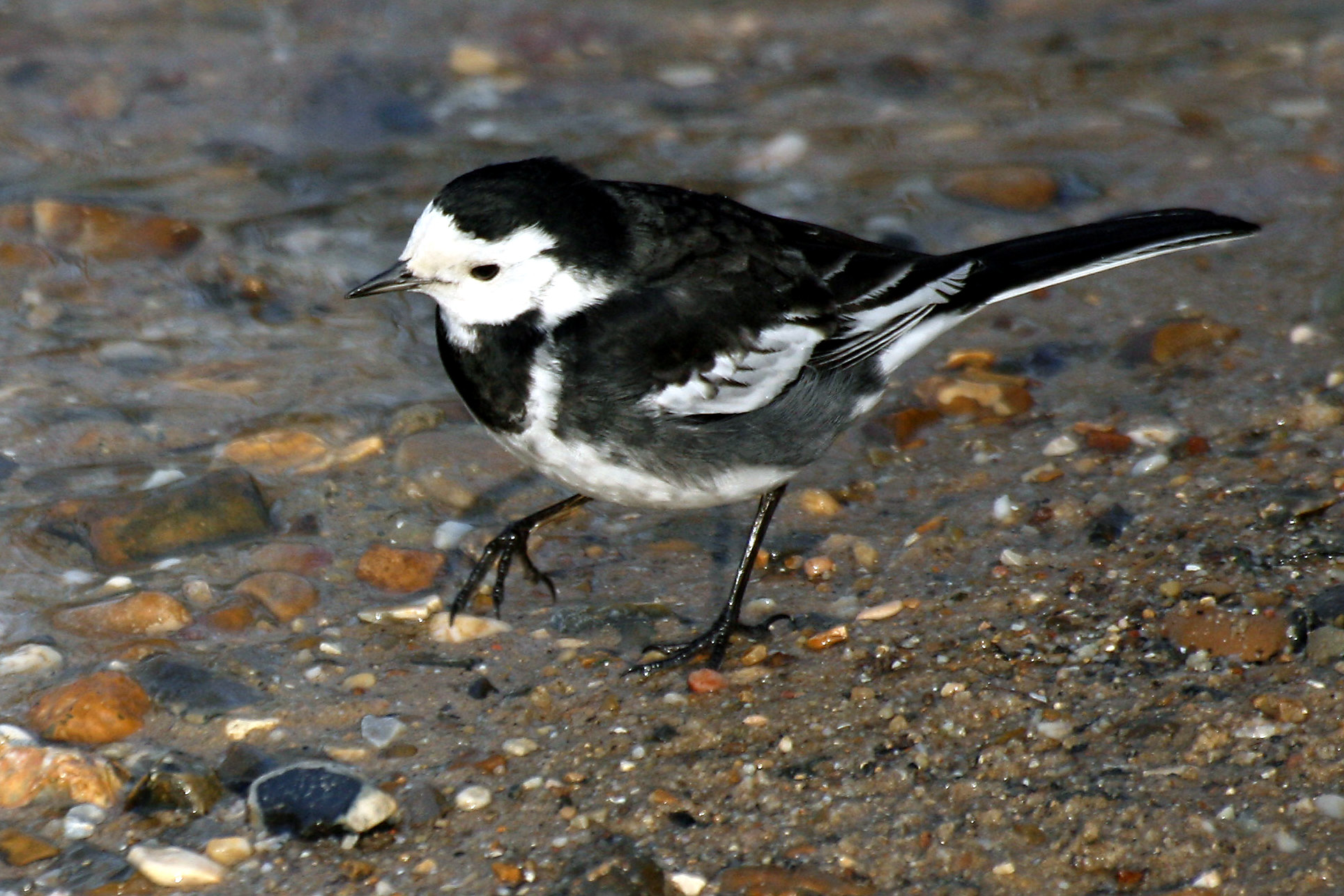
A parton keresgélve

Az angol barázdabillegető hossza 17–18 centiméter, szárnyfesztávolsága 25–30 centiméter, testtömege pedig 20–27 gramm. A madár dolmánya és farkcsíkja fekete, sötétebb a törzsfajnál. A madár, amikor csak pihenőt tart a talajon, mindig billegeti néhányszor a farkát.

## Életmódja
A madár tápláléka rovarok és azok lárvái, pókok, férgek és csigák. Várható élettartama 10 év.

## Szaporodása
Az ivarérettséget egyéves korban éri el. A költési időszak április–augusztus között van. Évente kétszer is költ. A költési időszakban előfordul, hogy két vagy több hím is megpróbálja elnyerni egy tojó kegyeit, úgy, hogy üldözőbe veszik. Táncszerű, hullámzó repülést adnak elő, amelyet jellegzetes „csilik” kiáltás kísér. A fészek minden elképzelhető helyen előfordul, egy-egy mélyedésben vagy hasadékban. A fészek ágakból, fű- és szalmaszálakból, gyökerekből, mohából és levelekből épül. Egy fészekalj 5-6 fehér, szürke vagy kékesfehér barnán vagy szürkén pettyezett tojásból áll. A költés körülbelül 14 napig tart. A költés feladatát a két szülő megosztja egymás között, de a tojó nagyobb részt vállal belőle. A fiatal madarak 13-15 nap után repülnek ki.